# Depressopyga ugandae
Depressopyga ugandae är en stekelart som beskrevs av Heinrich 1968. Depressopyga ugandae ingår i släktet Depressopyga och familjen brokparasitsteklar. Inga underarter finns listade i Catalogue of Life.